# Kira Grünberg
Kira Grünberg (Innsbruck, Ausztria, 1993. augusztus 13. –) korábbi osztrák atléta, rúdugró.

## Élete és sportpályafutása
Grünberg 7 évesen határozta el, hogy rúdugró szeretne lenni. Sportegyesülete az ATSV Innsbruck, edzője édesapja, Frithjof Grünberg volt.
Grünberg a 2010. évi nyári ifjúsági olimpiai játékokon 390 cm-rel az 5. helyen végzett. 2012-ben a junior atlétikai világbajnokságon 415 cm-rel a 4. helyezést érte el.
2013 őszén gyógyszerésznek kezdett tanulni. Kematen in Tirolban élt.
2014. augusztus 12-én 445 cm-rel osztrák rekordot állított fel rúdugrásban az atlétikai Európa-bajnokságon, Zürichben. Eredményét 2015. március 6-án sikerült megismételnie a Prágában megrendezett 2015-ös fedett pályás atlétikai Európa-bajnokságon.
Balesete
2015. július 30-án Grünberg egy edzésen súlyosan megsérült. Az  Innsbruckban történt balesetben fejjel előre zuhant a matrac mellé. A balesetet követően az innsbrucki egyetemi klinikára szállították, ahol több órás műtétet hajtottak végre Grünbergen. Menedzsere, Thomas Herzog úgy nyilatkozott, hogy sportolójára „hosszú és nehéz út vár”. 2015. augusztus 1-jén Herzog arról tájékoztatta a sajtót, hogy Grünberget a vártnál hamarabb kiengedték az intenzív osztályról, tudatánál van, önállóan lélegzik és a beszélgetésre is reagál.
A sportoló családját és menedzserét az innsbrucki egyetemi klinika úgy tájékoztatta, hogy Grünberg ötödik nyakcsigolyája tört el, így a baleset pillanatában nyaktól lefelé azonnal megbénult. A sérülések maradandónak mutatkoznak, így csekély az esélye a pozitív változásoknak.
Az Osztrák Atlétikai Szövetség (ÖLV) 10.000 eurós gyorssegélyt bocsátott Kira Grünberg és családja rendelkezésére, míg a Tiroli Atlétikai Szövetség létrehozott egy adományszámlát a sportoló és családja támogatására. A Grünberg család adománygyűjtő honlapot indított, hogy a sportoló minél jobb rehabilitációban részesülhessen.
Élete a balesetét követően
Miután általános egészségi állapota javult és stabilizálódott annyira, hogy lehetővé váljon, 2015. augusztusának második felében a Kufsteini járásbeli Bad Häring-i rehabilitációs klinikára (Rehabilitationszentrum Häring ) szállították, ahol állapota javulásának függvényében a tervek szerint 4-6 hónapot tölt majd. A rehabilitáció eredményességét mutatja, hogy 2015 novemberében Grünbergről videó készült, melyen önállóan hajtja kerekes székét. Grünberg nagy részben visszanyerte az ellenőrzést karjai felett, de ujjait nem tudja mozgatni. Ugyanakkor képes még asztaliteniszezni is, ha ütőjét a kezéhez rögzítik.
A deréktól lefelé lebénult sportolónő a balesetet követő első karácsonyt otthon, családja körében tölthette. A Bad Häring-i rehabilitáció 2016. március 10-éig tartott, amikor visszatérhetett otthonába. Grünberg egy nyilatkozatban megfogalmazott reménye szerint a család kemateni otthonába lépcsőliftet kaphat – a kivitelezésről 2016 januárjában tárgyaltak –, illetve a fürdőszobát is átépítették, melyek révén lehetővé válik otthoni lakhatása. Hazaköltözését követően továbbra is gyógytornász foglalkozott Grünberggel, illetve tervei szerint folytatni szeretné gyógyszerészi tanulmányait.
2017. szeptember közepén Grünbergnek lehetősége nyílt kipróbálni egy mesterséges külső vázat (exoszkeleton), melynek segítségével néhány lépést tehetett, de mint saját blogján írta, valójában ez nem jelenti azt, hogy újra járni tudna. „Mégis nagyszerű érzés volt, mert az agyam még mindig tudja, hogyan kell járni. Az Indego egy exoszkeleton, a legkönnyebb a piacon és egyszer kipróbálhattam” – írta Grünberg a balesetének második évfordulóján megújult honlapjához tartozó blogján.
Önéletrajza
Mein Sprung in ein neues Leben (kb. Ugrásom egy új életbe) című önéletrajzi könyve 2016 augusztusában jelent meg, mely sportkarrierjéről és a balesete után eltelt egy évről szól.

## Fordítás
- Ez a szócikk részben vagy egészben  a   Kira Grünberg című német Wikipédia-szócikk ezen változatának fordításán alapul.  Az eredeti cikk szerkesztőit annak laptörténete sorolja fel. Ez a jelzés csupán a megfogalmazás eredetét és a szerzői jogokat jelzi, nem szolgál a cikkben szereplő információk forrásmegjelöléseként.